# DECIGO
DECIGO (скорочення від англ. Deci-hertz Interferometer Gravitational Wave Observatory, децигерцева інтерферометрична гравітаційно-хвильова обсерваторія) — запропонована японська космічна обсерваторія гравітаційних хвиль. Обсерваторія названа «децигерцовою» тому, що вона буде найбільш чутливою в діапазоні частот від 0,1 до 10 Гц, заповнюючи проміжок між смугами чутливості обсерваторій LIGO та LISA. Її місію-попередницю, B-DECIGO, наразі планують запустити в 2030-х роках, а DECIGO — ще пізніше. Конструкція DECIGO буде подібна до LISA: її супутники будуть розташовані у формі трикутника, і їхні відносні переміщення будуть вимірюватись інтерферометром Фабрі–Перо, однак відстані між супутниками складатимуть лише 1000 км, - набагато менше, ніж у LISA.

## Опис

Одне сузірʼя з трьох супутників DECIGO, які працюють як інтерферометр

Чотири супутникових сузірʼя DECIGO на навколосонячній орбіті (два з них - зі спільним центром)

Вперше ця місія була описана як «короткодіюча космічна гравітаційно-хвильова антена» (яп. 短距離型スペース重力波アンテナ, англ. short range space gravity wave antenna) у презентації Сейдзі Кавамури в жовтні 2000 року на супутниковому симпозіумі ICRR, організованому Національною астрономічною обсерваторією Японії. Місія була вперше названа «DECIGO» в презентації Наокі Сето, Сейдзі Кавамури та Такаші Накамури на зустрічі Фізичного товариства Японії в Міжнародному університеті Окінави у вересні 2001 року.
Він був розроблений Японською спільнотою гравітаційних хвиль як продовження проєкту KAGRA і планувався до запуску в 2027 році. Стаття 2008 року в Journal of Physics: Conference Series у 2008 році, написана 135 вченими на чолі з Кавамурою, детально описала основні ідеї дизайну супутника. Він має бути найбільш чутливим у діапазоні частот від 0,1 до 10 Гц, який найкраще виявляє гравітаційні хвилі в проміжку між діапазонами чутливості LIGO і LISA.
В оновленому проєкті 2021 року місія була описана як чотири кластери супутників на геліоцентричних орбітах, кожен з яких є рівностороннім трикутником з трьох супутників на відстані 1000 км один від одного. Кластери будуть розташовані на рівних відстанях від Сонця, центри двох кластерів збігатимуться, а решта два кластери будуть розташовані окремо. Запуск наразі планується в невизначений час після B-DECIGO, який має бути запущено у 2030-х роках.

## B-DECIGO
B-DECIGO — це попередній тест технологій, які будуть використовуватися в DECIGO. Він складатиметься з одного кластера обсерваторій (замість 4 для DECIGO), кожна з яких має довжину плеча 100 км (замість 1000 км), потужність лазера 1 Вт (замість 10 Вт) і масу дзеркала 30 кг. Він буде виведений на навколоземну орбіту із середньою висотою 2000 км (замість навколосонячної орбіти DECIGO). Станом на  2021, B-DECIGO планується до запуску в 2030-х роках.